# Karl Unselt
Karl Unselt (* 13. Februar 1894 in Uslar; † 9. Januar 1970 in Einbeck) war ein deutscher Schriftsteller.

## Leben
Karl Unselt studierte Germanistik und Medizin. Später war er
in der Leitung diverser Verlage tätig. Er veröffentlichte eine Reihe
von Unterhaltungsromanen, die teilweise zuerst als Vorabdrucke in Zeitschriften wie der „Hör zu“ erschienen, sowie Jugendbücher. Einige von Unselts Romanen wurden auch verfilmt, darunter „Der Arzt aus Leidenschaft“ zweimal (1936 und 1959).

## Werke
- Der Arzt aus Leidenschaft, Berlin 1935
- Gewitterflug zu Claudia, Berlin 1936 (1937 von Erich Waschneck verfilmt)
- Mackenrott muß sich entscheiden, Berlin 1937
- Umkehr am Bodensee, Dresden 1937
- Die schwerste Probe, Berlin 1939
- Ein Arzt muß schweigen, Berlin [u. a.] 1941
- Glück auf, Katrin!, Berlin [u. a.] 1943
- Ausfahrt frei!, Augsburg 1950
- Menschen in der Falle, München [u. a.] 1953
- Dann kam die Ebbe, München [u. a.] 1954
- Die Spur führt auf die Autobahn, München 1955
- Wenn alle dich verlassen, Düsseldorf 1957
- Die Hexe von Hamburg, Hemer-Sundwig 1958
- Im Vorzimmer der Hölle, Meiringen [u. a.] 1959
- Was aus Liebe geschah, Düsseldorf 1960
- Irene war sein Schicksal, Düsseldorf 1961
- ... auffallend gut aussehende Dame gesucht, Baden-Baden 1962
- Flucht in fremdes Leben, Düsseldorf 1962
- Das verschleierte Bild von Sloet, Baden-Baden 1962
- Das Geheimnis des Dr. Horand, Köln 1964